# Subdipylon-Gruppe
Als Subdipylon-Gruppe wird eine attisch-spätgeometrische Gruppe von Vasenmalern bezeichnet, die in das letzte Drittel des 8. Jahrhunderts v. Chr. datiert wird.
Die Subdipylon-Gruppe setzt, wie der Notname schon andeutet, die Arbeit des Dipylon-Malers und seines Umkreises, der Dipylon-Gruppe, fort. Ihre Arbeit lässt sich durch die gesamte spätgeometrische Periode verfolgen. War in der Anfangszeit der Gruppe die Dekoration des Vasenkörpers schon nicht mehr zusammenhängend, sondern aufgebrochen, hing die Dekoration des Halses zu dieser Zeit noch zusammen und bildete eine geschlossen wirkende Einheit. Diese Einheit brach jedoch im Verlaufe der Existenz der Werkstatt wie bereits am Körper auseinander. Ein korinthischer Einfluss ist in der Verzierungsweise spürbar, insbesondere an frei schwebenden Sigmata und horizontalen Streifen, die zu dieser Zeit zunehmend beliebt werden. Da die breiten Ornamentbänder aus dem Verzierungsprogramm verschwanden, war nun Platz für einen zweiten Figurenfries. In der Dipylon-Tradition hatte sich die Gruppe auf große Vasen spezialisiert, die allerdings nicht mehr so monumental waren wie in früherer Zeit. Das Bildprogramm änderte sich zu dieser Zeit ebenfalls. Die vormals übliche Prothesis findet sich nur noch auf Halsamphoren und auf einer Hydria. Gespanne zeigen nur ein Pferd und ein Rad. Üblich wurden nun Prozessionen. Nur wenige Vasen der Gruppe sind erhalten. Zum Umkreis der Gruppe gehören die Werkstatt von Athen 894, der Philadelphia-Maler und der Stathatou-Maler.